# Dido

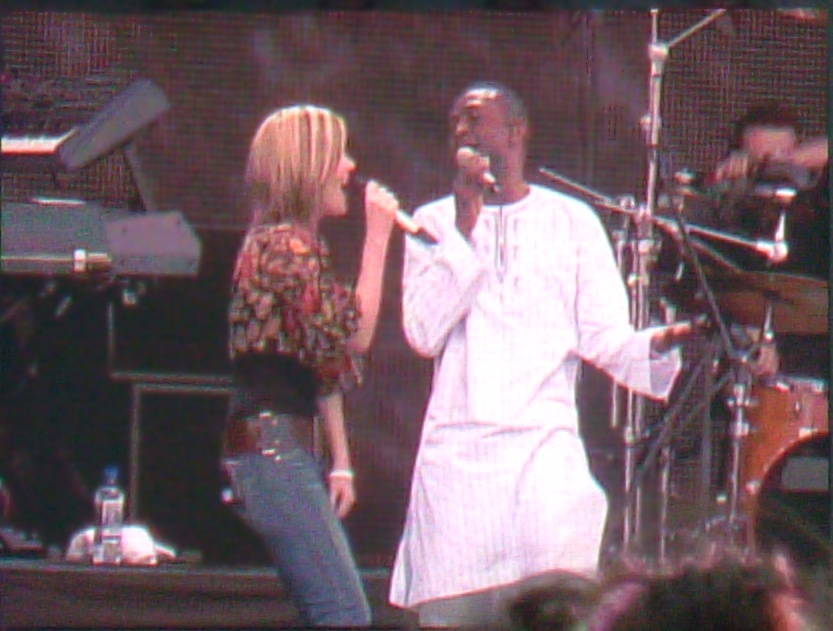
Dido a Youssou N'Dour na benefičním koncertě Live 8 v londýnském Hyde Parku

Dido Florian Cloud de Bounevialle O'Malley Armstrong, známá jako Dido, (* 25. prosince 1971 Londýn, Anglie) je britská zpěvačka a skladatelka, která byla na BRIT Awards 2002 a 2004 vyhlášena nejlepší britskou umělkyní.
Debutové album No Angel se singly „Hunter“ a „Thank You“ vyšlo 1. června 1999. Masivní prodejnost zaznamenalo však až o dva roky později za přispění Eminema, který její hlas nasamploval do skladby „Stan“. Na autobiografické desce Life for Rent spolupracovala se svým bratrem Rollem Armstrongem (Faithless). Třetí album Safe Trip Home bylo vydáno 17. listopadu 2008. Vyjma bratra se na něm podíleli i další hudebníci jako Brian Eno či Mick Fleetwood.

## Diskografie

### Studiová alba
- 1999 – No Angel
- 2003 – Life for Rent
- 2008 – Safe Trip Home
- 2013 – Girl Who Got Away
- 2019 – Still on My Mind

### Dema
- 1995 – Odds & Ends

### DVD
- 2001 – Here with Me/Thank You (Acoustic)
- 2004 – White Flag/Life for Rent
- 2005 – Dido: Live at Brixton Academy